# Cédric du Monceau
 (mai 2018).
Si vous disposez d'ouvrages ou d'articles de référence ou si vous connaissez des sites web de qualité traitant du thème abordé ici, merci de compléter l'article en donnant les références utiles à sa vérifiabilité et en les liant à la section « Notes et références ».
Cédric du Monceau, né à Bruxelles en 1956, est un ancien directeur du WWF France et un homme politique belge.

## Biographie

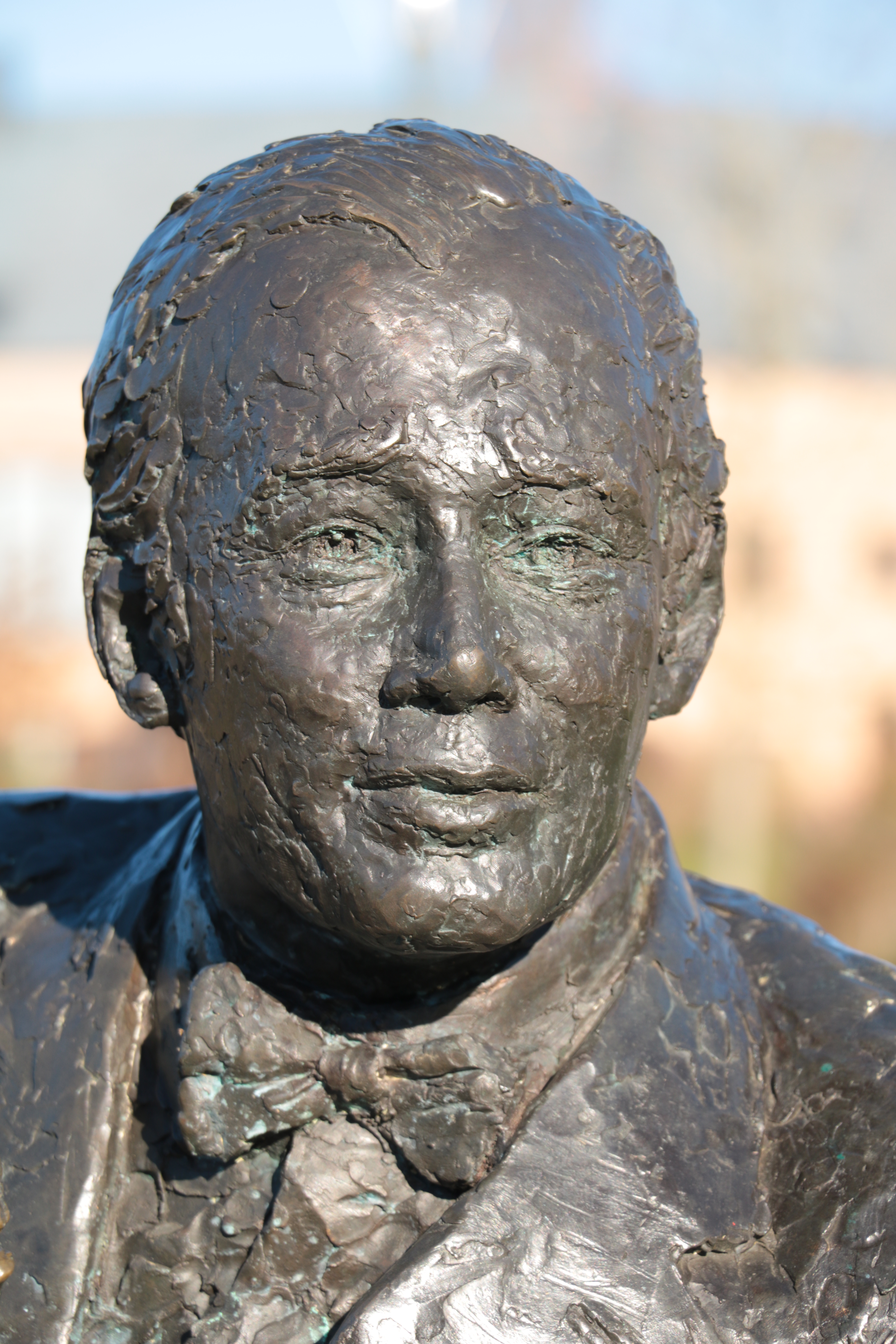
Buste d'Yves du Monceau, père de Cédric du Monceau.

### Famille
Cédric du Monceau est né à Bruxelles en 1956 et a grandi à Ottignies. Il est le fils de Rainy Vaxelaire et du comte Yves du Monceau de Bergendal. Son frère aîné est Diego du Monceau ; ses sœurs Diane et Yolande du Monceau.
Il est marié et père de trois enfants.

### Formation
Cédric du Monceau commence sa scolarité en Belgique à l'école Saint-Pie X du Petit-Ry à Ottignies et poursuit ensuite sa formation secondaire au Pays de Galles à l'Atlantic College- membre du réseau des Collèges du Monde uni (United World Colleges) fondé par Kurt Hahn - où il obtient le baccalauréat international.
Cette éducation lui permet d'intégrer les prémisses de l'humanisme selon lequel les individus sont égaux en droits quelles que soient leurs origines ou leur religion.
En 1979, il obtient son diplôme d'Économie et de Finances Internationales à l'université de Louvain. Après un an à Louvain, il prend part aux premières élections du Cesec (1976-1977) sur le nouveau site de Louvain-la-Neuve en compagnie d'Alain Trussart et de Michaël Goblet. Il poursuit ensuite sa formation académique avec un Master in Public and Private Management à l'université Yale aux États-Unis.

### Un premier parcours au service du développement européen
Ses premières expériences professionnelles ont trait aux questions de politique monétaires.
Il effectue des stages auprès de la Commission des Communautés européennes (DG Finance II), où l'on prépare la création de l'European Currency Unit (ECU), puis auprès de la représentation belge au Fonds monétaire international dirigé alors par Jacques de Groote, ancien directeur Belge au FMI.
Il est ensuite engagé à la Commission Bancaire du Sénat Américain présidée par le sénateur Jake Garn afin d'y effectuer un stage sous l'autorité du sénateur Christopher Dodd. Ensuite, il prend brièvement part au processus de privatisation d'une entreprise au Zaïre.
De 1984 à 1990, il travaille chez McKinsey&Co. où il effectue de nombreuses études dans des secteurs très différents comme l'industrie lourde, en particulier dans la sidérurgie lors de la fusion Usinor/Sacilor. Il participera à la création du groupe Interbrew - aujourd'hui devenu AB Inbev via la fusion des groupes Stella Artois et Piedbœuf/Jupiler - réalisé sous la présidence de Jacques Thierry ainsi qu'à la restructuration de la Générale de Banque en élaborant et en conduisant le plan Excel dont faisait partie Karel De Boeck. Ces études lui ont principalement permis d'aborder des problèmes de stratégie et d'organisation avec un accent particulier sur les processus de changement dans le contexte de la création du Marché commun européen.
Soucieux de mettre son expérience au service de l'importante mutation qui était en train de se réaliser dans les pays de l'Est, il participe au lancement et au rapide développement de la Banque européenne pour la reconstruction et le développement (BERD) à Londres comme directeur du budget et des politiques financières sous l'autorité successive des présidents Jacques Attali et Jacques de Larosière.

### En Belgique
Il rejoint le groupe de distribution GIB en tant que membre du conseil d'administration et du comité de stratégie et d'audit, et il l'accompagne jusqu'à l'OPA hostile de Carrefour. Il siège également au conseil d'administration de la RTBF (radio télévision belge francophone) où il avait précédemment travaillé à l'élaboration de la stratégie en tant que consultant pour McKinsey. Il siège ensuite au conseil d'administration de La Poste au moment de sa transformation en société anonyme en 2000. Depuis 2014, Cédric du Monceau siège par ailleurs comme administrateur au conseil de la SONACA, constructeur aéronautique belge.

### Le développement durable et la direction du WWF-France
Les questions pressantes de justice écologique, de préservation de la planète et d'un meilleur vivre ensemble le poussent à rejoindre en 1997 la branche française du WWF. Il en devient le Directeur Général en 2000. Sous son impulsion, l'ONG devient la référence en France en matière de défense de l'environnement. Elle triple le nombre de ses membres (de 40 000 à 120 000) et surmonte ses difficultés économiques précédentes. Son budget passe de 1,2 à 11,5 millions d'euros. Il obtient de la ville de Paris de créer et d'installer le siège du WWF-France sur le site du domaine de Longchamp, aujourd'hui repris par la Fondation GoodPlanet avec pour vocation d'être une vitrine du développement durable. Une des actions les plus décisives fut de convaincre le président Jacques Chirac d'inclure une charte de l'environnement dans la Constitution française. Après plusieurs années de procédures et de consultations, elle fut adossée en 2005 à la Constitution du Congrès de Versailles.
À l'occasion de son départ du WWF France en 2006, Cédric du Monceau est élevé au rang de chevalier de la Légion d'honneur (2007) pour son action en faveur de la protection de la nature et de l'environnement. Il reçoit officiellement la décoration des mains de Yann Arthus-Bertrand en 2013 à Bruxelles.

### Engagement dans la vie publique et parcours politique
En 1986, il intègre le Parti social chrétien (devenu le CDH, et aujourd'hui Les Engagés ).
Lors de la création de la province du Brabant Wallon, il se présente comme deuxième candidat effectif au conseil provincial et est élu en 1994.
De retour en Belgique, il poursuit ses engagements humanistes par des prises de paroles et plusieurs textes sur des questions telles que le CETA, le dégagement vis-à-vis de l'énergie nucléaire, une consommation responsable, , etc. Il s'engage dans la vie politique pour élaborer des solutions concrètes au plus près des réalités quotidiennes : penser globalement, agir localement.
En 2006, il est élu premier échevin d'Ottignies-Louvain-la-Neuve, chargé de l'urbanisme et des affaires économiques. Confirmé dans cette fonction à l'issue des élections communales suivantes en octobre 2012, il devient responsable de l'aménagement du territoire, de l'urbanisme, des affaires économiques, du commerce, des classes moyennes, des affaires rurales et de l'emploi. Réélu au conseil communal lors des élections communales d'octobre 2018 avec 1714 voix de préférence, soit le deuxième score derrière la tête de liste Ecolo Julie Chantry, il est confirmé à son poste de premier échevin, Julie Chantry succédant à Jean-Luc Roland au poste de bourgmestre.
Actif également dans la réflexion politique au niveau national, il conduit la liste CDH pour la Chambre des représentants lors des élections législatives en juin 2014.
Depuis le 2 décembre 2024, il est échevin du budget et des finances, de l'aménagement du territoire, de l'environnement et de la biodiversité, de la transition écologique, de l'énergie et des partenariats scientifiques et internatiaux de la ville d'Ottignies-Louvain-la-Neuve.

## Publications
- Avec Daniel Richard, Introduction dans WWF, Les gestes écologique au quotidien, éditions du Seuil, janvier 2006, collection Planète Attitude.
- Avec Nathalie Kosciusko-Morizet, Les enjeux du climat. Discussion sur le climat, Jacques Attali en coll. avec Stéphanie Bonvicini, Le sens des choses, Paris, Éditions Robert Lafont, 2009, p. 291-306.
- Dis-moi où tu habites... Piste pour une ville désirable, Éditions Feuilles familiales, dossier no 111, 1er trimestre 2015.
- Famille et éducation au politique. Le point de vue d'un homme politique, Éditions Feuilles familiales, dossier 117, 3e trimestre 2016.
- La mort interpelle la vie, préface de Ni enterré, ni même incinéré !, plaidoyer pour l'humusation, sl., 2017.
- Faire prendre conscience de l'urgence environnementale, rallier les entreprises : un défi pour le WWF, Conférence donnée à HEC-Paris en décembre 2007 [PDF]
- Hégémonie du dollar et multilatéralisme monétaire. L'Euroland dans tous ses états, in Revue du débat sur la réforme de la zone euro. Un cahier spécial de LEAP, Bois-Guillaume, Éditions Anticipolis, mars 2018, p. 45-52 [PDF]
- Un pont doit être construit entre les ONG et le monde des finances, Euractiv, 26 juillet 2011
- Démission de Cédric du Monceau de Vivaqua, article Trends du 29 mars 2023
- Euroland at a crossroads – A Review of the debate on the reform of the Eurozone
- L'Europe au Coeur, une émission avec Margarida Marques  Député SD  (ex secrétaire d'etat à l' Europe)